# 1128

## Догађаји
- Битка код Харама

- Византијско-угарски рат: Цар Јован II Комнин побеђује Мађаре и њихове српске савезнике код тврђаве Харам (или Храмон,  данас Бачка Паланка),.
- Фебруар – Сен Омер и Гент изјашњавају се за Тијерија (Теодорика) у његовом изазову против рођака Вилијама Клита за Фландријску грофовију.
- 17. јун – Краљ Енглеске Хенри I удаје своју једину закониту ћерку, царицу удовицу Матилду, за 14-годишњег Жофруа Плантагенета, гроф Анжуа.
- 21. јун – Битка код Акспула у Фландрији: Вилијам, са својим норманским витезовима и француским савезницима, побеђује Тијерија, који је приморан да побегне у Бриж, а затим у Алст где је опкољен.[2]
- 24. јун – Битка код Сао Мамедеа: Гроф Алфонсо I побеђује снаге које је предводила његова мајка, краљица Тереза од Португала, близу Гимараеша и преузима контролу над округом. Алфонсо себе назива „принцом Португала“.
- 29. јун – Конрад III, антикраљ Немачке, крунисан је за „краља Италије“ од стране надбискупа Анселма дела Пустерле у Монци у Ломбардији.
- 27. јул – Град Бриж у Фландрији (данашња Белгија) добија градску повељу, а изграђени су и нови зидови и канали.
- 28. јул – Вилијам Клито умире као последица ране задобијене током опсаде Алста две недеље раније, остављајући Тијерија као јединог претендента на округ Фландрије. Он поставља своје седиште владе у Бриж, а краљ Луј VI („Дебели“) Француске пристаје на његово ступање на престо.
- Август – Папа Хонорије II поставља Роџера II од Сицилије за војводу од Апулије у Беневенту, након што није успео да формира коалицију против Руђера.
- Ратови Ђин-Сунг: Цар Гаозонг из династије Сунг оснива нову престоницу у Јангџоуу, док се влада повлачи на југ, након што су снаге Џурчена заузеле претходну престоницу Кајфенг у инциденту код Ђингканга.
- Снаге краљевства Чампе нападају Дај Вијет.
- Краљ Давид I од Шкотске основао је опатију Холируд у Единбургу. Опатију Келсо основали су шкотски монаси Тироненског реда.
- Папа Хонорије II признаје и потврђује Ред темплара. Француски опат Бернард од Клервоа кодификује правило Реда. Иг де Пајен, француски велики мајстор Реда, посећује Енглеску и Шкотску, где прикупља људе и новац за Ред.

## Смрти
- Тугтигин